# Grąd subkontynentalny
Grąd subkontynentalny (Tilio-Carpinetum betuli) – syntakson w randze zespołu roślinności, rodzaj lasu grądowego. W Polsce występuje w części wschodniej kraju, na północy od Pojezierza Mazurskiego i Wysoczyzny Białostockiej, zaś na południu po Wyżynę Małopolską i Północne Podkarpacie oraz pogórze Karpat.